# Tomba dei Leoni Ruggenti

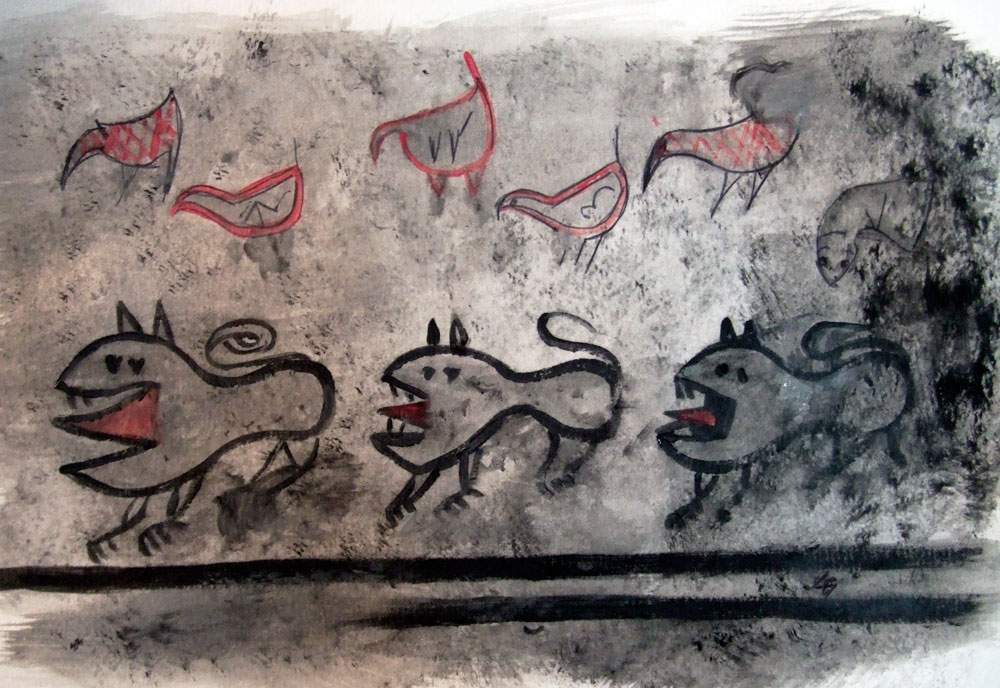
Die Malereien in der Tomba dei Leoni Ruggenti (Skizze)

Die Tomba dei Leoni Ruggenti (italienisch für Grab der brüllenden Löwen) wurde 2006 bei der etruskischen Stadt Veii gefunden. Sie datiert um 690 v. Chr. und gehört damit zu den frühsten bisher bekannten ausgemalten etruskischen Gräbern.
Das Grab besteht aus einer etwa 3,74 × 3,50 Meter großen in den Fels gehauenen Kammer mit flacher Decke. Ein Teil der Kammer wurde in späterer Zeit erweitert. Zur Grabkammer führt ein Dromos hinab. Die ganze Kammer ist im unteren Teil rot ausgemalt. Darüber verlaufen schwarze Linien. Die rechte und die Rückwand zeigen oberhalb der Linien eine Reihe von vier brüllenden Löwen und darüber acht Wasservögel. Die Tiere scheinen sich von der eigentlichen Grablege zum Ausgang hin zu bewegen. Die Zeichnung der Löwen hat Parallelen zu Vasenmalereien des Narce-Malers, der in Veji zu Beginn des 7. Jahrhunderts v. Chr. aktiv war, was einen Hinweis auf die Datierung bietet.